# Belemniastis attidates
Belemniastis attidates là một loài bướm đêm thuộc phân họ Arctiinae, họ Erebidae.